# Maják Ailsa Craig
Maják Ailsa Craig je maják na sopečném ostrově Ailsa Craig v zálivu Firth of Clyde nedaleko Girvanu v hrabství Jižní Ayrshire ve Skotsku. V roce 1977 byl maják zařazen do kategorie C na seznamu skotského kulturního dědictví. V roce 1998 byl zařazen do nejvyšší kategorie B.

## Historie
O potřebě majáku a nautofonů na ostrově Ailsa Craig informovala společnost Lloyds a Skotská asociace lodních kapitánů v roce 1881. Rada Northern Lighthouse Board společně s Trinity House žádosti vyhověla a stavba majáku byla zahájena v roce 1882. Maják byl dokončen v roce 1886 pod dohledem inženýrů Davida a Thomase Stevensonových (strýce a otce Roberta Louise Stevensona). Maják byl uveden do provozu 15. června 1886. Světlo se získávalo z olejových lamp, které byly v roce 1911 nahrazeny elektrickou žárovkou. Maják a budovy byly postaveny firmou Hill & Son z Leithu.
Dva nautofony, na jižní a severní straně ostrova, byly až do roku 1911 poháněny plynovými motory Crossley "Otto" o výkonu 38 hp, napájenými z centrální plynárny. Při modernizaci majáku v roce 1911 byly jejich motory nahrazeny dieselovými. Nautofony byly v provozu až do roku 1966, kdy byly nahrazeny signálním zařízením Tyfon a ten byl zrušen v roce 1987.
Až do roku 1935, kdy byl na majáku instalován radiotelefon, se zprávy mezi strážci majáku a pevninou přenášely pomocí poštovních holubů.
V roce 1990 byl maják plně automatizován, převeden na bezobslužný provoz, po renovaci v roce 2001 je napájen solární energií a od té doby je řízen z kanceláří Northern Lighthouse Board v Edinburghu. V roce 2011 byl ostrov Ailsa Craig nabídnut k prodeji, který byl dokončen v roce 2013.

## Popis
Maják, který se nachází na výběžku na východní straně ostrova, je bílá kamenná válcová věž 11 m vysoká s ochozem a lucernou přistavěna k jednopatrovému strážnímu domku. Světelný zdroj je ve výšce 18 m n. m. Na vrchol věže vede 37 schodů.
Po modernizaci byla původní Fresnelova čočka přemístěna a vystavena v  muzeu skotských majáků (Museum of Scottish Lighthouses) ve Fraserburghu.